# Сьверже-Зельоне
Сьверже-Зельоне (пол. Świerże Zielone) — село в Польщі, у гміні Заремби-Косьцельні Островського повіту Мазовецького воєводства.
Населення — 51 особа (2011).
У 1975-1998 роках село належало до Ломжинського воєводства.

## Демографія
Демографічна структура станом на 31 березня 2011 року:
|          | Загалом | Допрацездатний вік | Працездатний вік | Постпрацездатний вік |
| -------- | ------- | ------------------ | ---------------- | -------------------- |
| Чоловіки | 24      | 4                  | 15               | 5                    |
| Жінки    | 27      | 6                  | 12               | 9                    |
| Разом    | 51      | 10                 | 27               | 14                   |